# Titularbistum Tentyris
Tentyris (ital.: Tentiri) ist ein Titularbistum der römisch-katholischen Kirche.
Es geht zurück auf ein früheres Bistum der antiken Stadt Tentyris in der römischen Provinz Aegyptus bzw. in der Spätantike Thebais in Oberägypten, das der Kirchenprovinz Ptolemais angehörte.
| Titularbischöfe von Tentyris |                                |                                                                                            |                  |                    |
| Nr.                          | Name                           | Amt                                                                                        | von              | bis                |
| 1                            | Matthew Gaughren OMI           | Apostolischer Vikar von Kimberley in Orange (Südafrika)                                    | 13. Januar 1902  | 30. Mai 1914       |
| 2                            | Émile-Marie Bunoz OMI          | Apostolischer Vikar von Yukon-Prince Rupert Apostolischer Vikar von Prince Rupert (Kanada) | 18. Juni 1917    | 3. Juni 1945       |
| 3                            | André van den Bronk SMA        | Apostolischer Vikar von Nildelta (Ägypten)                                                 | 30. Juli 1946    | 15. Mai 1952       |
| 4                            | Teodor Bensch                  | Weihbischof in Breslau (Polen)                                                             | 1. Dezember 1956 | 7. Januar 1958     |
| 5                            | Jean-Rosière-Eugène Arnaud MEP | Apostolischer Vikar von Thakhek (Laos)                                                     | 2. März 1958     | 11. September 1972 |